# Eriobotrya obovata
Eriobotrya obovata är en rosväxtart som beskrevs av William Wright Smith. Eriobotrya obovata ingår i släktet eriobotryor, och familjen rosväxter. Inga underarter finns listade i Catalogue of Life.